# 15071 Hallerstein
15071 Hallerstein (1999 BN12) là một tiểu hành tinh vành đai chính.